# Мендоса, Миярет
Миярет Мендоса Карабали (исп. Miyareth Mendoza Carabali; род. 6 апреля 1994) — колумбийская тяжелоатлетка. Серебряный и бронзовый призёр чемпионатов мира, чемпионка Боливарианских игр, чемпионка Южной Америки и серебряный призёр Южноамериканских игр.

## Биография
Миярет Мендоса Карабали родилась 6 апреля 1994 года.

## Карьера
Миярет Мендоса участвовала на восемнадцатых Боливарианских играх 2017 года в весовой категории до 69 килограммов, где завоевала золотую медаль. Также лучшими оказались её результаты в рывке — 105 килограммов, и в толчке — 126 килограммов. В рамках турнира Боливарианских игр был организован чемпионат Южной Америки, и таким образом, Миярет Мендоса на том же турнире стала чемпионкой континента с результатом 231 килограмм.
Миярет Мендоса участвовала на чемпионате мира 2017 года в Анахайме в весовой категории до 69 килограммов. Она улучшила в рывке свой результат Боливарианских игр на один килограмм, подняв 106 кг, причём этот результат принёс ей малую золотую медаль. Также на один килограмм оказалась лучшая попытка в толчке — 127 килограммов, что позволило ей закрепиться в сумме на третьей позиции вслед за соотечественницей Лейди Солис и американкой Мэтти Рождерс. При этом первоначально победу в рывке и бронзу в сумме завоевала албанка Ромела Бегай, но она была дисквалифицирована за допинг и медали перераспределены в пользу Мендосы и Мэтти Роджерс.
Миярет Мендоса стала серебряным призёром Южноамериканских игр 2018 года в весовой категории до 69 кг. Она подняла 103 и 129 килограммов в рывке и толчке, соответственно.
На чемпионате мира 2024 года, который состоялся в Бахрейне, колумбийская спортсменка завоевала серебряную медаль в категории до 76 кг с результатом 248 кг по сумме двух упражнений. В отдельных упражнениях она также завоевала две малые серебряные медали.